# Denver Broncos
Els Denver Broncos són una franquícia de futbol americà amb seu a Denver, Colorado. Actualment són membres de la Divisió Oest de l'American Football Conference (AFC) dins de l'NFL.
Els seus colors són el blau marí, el taronja i el blanc. El seu estadi és la Broncos Stadium at Mile High, té un enorme saló de la fama on es mostren els trofeus d'aquesta franquícia així com d'importants jugadors com John Elway, Shannon Sharpe, Terrell Davis, Floyd Little, Steve Atwater i entrenadors com Dan Reeves i Mike Shanahan els qui han portat a aquest equip a 2 Super Bowls. A només 10 milles del Centre de Denver aquest estadi denota no només modernisme a cada espai sinó que també és sinònim de triomfs, ja que Denver és la franquícia més guanyadora (quant a percentatge de partits es refereix) de l'NFL.

## Història
Els Broncos van començar a jugar el 1960 com a membres de l'American Football League i es van unir a l'NFL després de la fusió entre l'AFL i l'NFL. Van guanyar la Super Bowl XXXII del 1997, la Super Bowl XXXIII del 1998 i la Super Bowl 50 del 2016. Al llarg de la seva història també han guanyat deu Campionats de Divisió i sis Campionats de Conferència. Van ser un dels grans dominadors de l'NFL dels anys 1980 i 1990, sobretot de la seva conferència i de la seva divisió, l'AFC Oest. Aquesta va ser la seva millor època guanyant les seves dues Super Bowl i la majoria dels seus campionats de conferència i de divisió.

## Palmarès
- Campionats de lliga (3)
  - Campionats de Super Bowl (3): 1997 (XXXII), 1998 (XXXIII), 2015 (50).
- Campionats de conferència (8)
  - AFC: 1977, 1986, 1987, 1989, 1997, 1998, 2013, 2015.
- Campionats de divisió (15)
  - AFC Oest: 1977, 1978, 1984, 1986, 1987, 1989, 1991, 1996, 1998, 2005, 2011, 2012, 2013, 2014, 2015.

## Estadis
- DU Stadium (1960)
- Mile High Stadium (1960–2000)
- Broncos Stadium at Mile High (2001–present)